# Eurojam

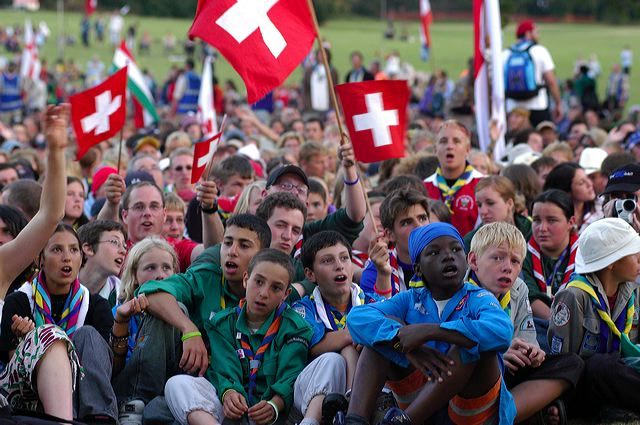
Scout provenienti da diverse nazioni cantano insieme la Lager-Song alla festa di chiusura dell'Eurojam 2005

L'European Scout Jamboree, meglio conosciuto come "Eurojam" è un raduno scout europeo organizzato dalla Regione Europa dell'Organizzazione Mondiale del Movimento Scout (OMMS/WOSM). Non ha una periodicità, ma spesso viene organizzato qualche anno prima di un jamboree mondiale e ha tra i suoi scopi quello di provare le attrezzature e l'organizzazione.
Eurojam si sono svolti nel 1979, 1980 e 1994. L'ultimo si è tenuto nel 2005 a Hylands Park, nei pressi di Chelmsford (Essex, Regno Unito) ed è stato considerato il più grande. Vi hanno partecipato circa 20 000 persone, tra capi, scout e I.S.T. (International Service Team, ovvero le persone di servizio). L'Eurojam 2005 è stata una prova del Jamboree Mondiale del centenario (2007).

## Storia

### Eurojam 1994
Si è tenuto a Dronten, nei Paesi Bassi, in preparazione del 18º Jamboree mondiale dello scautismo dell'anno successivo.

### Eurojam 2005
L'Eurojam del 2005 si è svolto in Inghilterra, nell'Hylands Park a Chelmsford e ha radunato più di 20.000 scout provenienti da 72 nazioni da ogni continente del mondo:
Europa
- Albania
- Austria
- Belgio
- Bosnia ed Erzegovina
- Croazia
- Danimarca
- Estonia
- Finlandia
- Francia
- Germania
- Grecia
- Regno Unito
- Irlanda
- Islanda
- Italia
- Lettonia
- Liechtenstein
- Lituania

Europa
- Lussemburgo
- Malta
- Macedonia
- Monaco
- Norvegia
- Paesi Bassi
- Polonia
- Portogallo
- Romania
- San Marino
- Serbia e Montenegro
- Slovacchia
- Slovenia
- Spagna
- Svezia
- Svizzera
- Ungheria

Asia
- Arabia Saudita
- Cipro
- Emirati Arabi Uniti
- Giappone
- Israele
- Turchia

Africa
- Ghana

America
- Messico
- Stati Uniti

Oceania
- Australia

e molti altri.
L'Eurojam si è tenuto in un parco di 400 ettari ricco di verde, colline e boschi (Hylands Park) in campagna, vicino alla città di Chelmsford, a circa 50 km a nord-est di Londra. È un grande territorio con delle caratteristiche tipiche di un parco: ci sono boschetti e laghi. Il parco appartiene alla città di Chelmsford e negli anni precedenti si sono svolte diverse importanti manifestazioni, come l'Open-Airs o il V Festival.
La foresteria al centro del parco (Hylands House) risale al XVIII secolo e al momento è in restauro.
Il programma dell'Eurojam ha compreso una cerimonia d'apertura fuori dalla norma con tutti i 2.000 partecipanti, capi e collaboratori. Ogni reparto ha campeggiato in un sotto-campo con altri 2 000 abitanti, scout e capi da diverse nazioni, culture e tradizioni.
Dopo la cerimonia d'apertura è iniziato il programma con tutte le attività:
- La "Gilwell Adventure" permetteva di vivere nella "patria dello scautismo" una giornata di attività avventurose scoprendo anche la centenaria storia del movimento scout.
- L'"EuroVille" era formata da 6 regioni, ognuna rappresentante un gruppo di regioni europee. Ogni EuroVille ha offerto interessanti attività sportive, musicali, culturali e tecnologiche, come pure atelier e progetti a favore dello sviluppo.
- La "London Experience" ha mostrato Londra nelle sue caratteristiche: si è navigato sul fiume Tamigi e strada facendo si sono visitati molti luoghi interessanti.
- Nel "Global Development Village" c'era la possibilità di cambiare il mondo con attività pratiche condotte da organizzazioni con esperienza in questo campo.
- Durante la "Giornata Starburst" si diventava membri della comunità locale lavorando a un progetto locale con scout del posto.
- La "Giornata Celebrativa Europea" all'insegna dell'incontro delle Nazioni Europee.
- Le "Choice Zones" erano dei luoghi dove ci si poteva rilassare, conoscendo nuovi amici e scambiando idee su nuove attività.
- Alla fine del campo si è svolta la cerimonia di chiusura.

## EuroJam in altre organizzazioni
Anche l'Unione Internazionale delle Guide e Scouts d'Europa - Federazione dello Scautismo Europeo (FSE) e la Confédération Européenne de Scoutisme (CES), due organizzazioni nate successivamente all'Organizzazione Mondiale del Movimento Scout e totalmente separate da essa, organizzano dei propri campi chiamati "EuroJam".
Gli Eurojam organizzati dalla FSE sono:
- Nel 1960 a Provins, Francia con 400 Tedeschi, Francesi, Belgi e Inglesi.
- Nel 1964 a Marburg, Germania con 800 Tedeschi e Francesi.
- Nel 1968 a Kergonan, Francia con 700 partecipanti.
- Nel 1984 a Velles, Francia con 5 000 partecipanti.
- Nel 1994 a Viterbo, Italia. Il Papa Giovanni Paolo II ha ricevuto 7 500 guide e scouts d'Europa presso la Basilica di San Pietro a Roma.
- Nel 2003, dal 2 all'11 agosto, a Zelasko, Polonia con 8 000 giovani da 15 paesi d'Europa.
- Nel 2014, dal 2 al 10 agosto, a Saint-Evroult-Notre-Dame-du-Bois in Normandia, Francia con 12.000 Esploratori e Guide da 18 paesi d'Europa.